# Stanisław Benski
Stanisław Benski (ur. 5 sierpnia 1922 r. w Warszawie, zm. 5 czerwca 1988 w Berlinie) – polski prozaik.

## Życiorys
Studiował prawo na Uniwersytecie Warszawskim. W latach 1939–43 przebywał w ZSRR. W latach 1943–46 służył w ludowym Wojsku Polskim. Debiutował w 1960 r. na łamach "Tygodnika Zachodniego" jako prozaik.

## Twórczość

### Zbiory opowiadań
- Zwiadowcy (1965)
- Tyle ognia wokoło (1979)
- Ta najważniejsza cząsteczka (1982)
- Cesarski walc (1985)
- Strażnik świąt (1987)

### Powieści
- Jeden dzień (1980)
- Ocaleni (1986)